# Mariee Sioux
Mariee Sioux, nata Mariee Sioux Sobonya (4 febbraio 1985), è una cantautrice statunitense di musica folk e folk psichedelico.

## Biografia
Figlia di Felicia e Gary Sobonya, suonatore di mandolino di discendenza ungherese e polacca, Mariee Sioux è di discendenza spagnola, paiute e indigena messicana.
È cresciuta in Nevada City. Nel 2006 ha inciso autonomamente il suo primo album A Bundled Bundle of Bundles e nel 2007 ha inciso il suo primo album in studio Faces in the Rocks, dove spicca il suono gentile della sua chitarra acustica, il flauto degli indigeni americani, suonato da Gentle Thunder, ed il mandolino suonato dal padre di Mariee, Gary Sobonya. L'album è ricco di riferimenti e temi riguardanti il popolo dei nativi americani e la natura.
Fin dal debutto del suo primo album, Mariee Sioux è stata paragonata ad altre artiste come Joanna Newsom e Joni Mitchell.
È stata in tour in Nord America e in Europa.
Ha eseguito una cover di Lovesong dei Cure, nel disco di tributo alla band intitolato Perfect as Cats,  nel 2008. All'album hanno partecipato diversi artisti come Bat for Lashes, The Dandy Warhols, Devastations, Sarabeth Tucek e molti altri.
Nel 2012 ha collaborato insieme all'artista Bonnie 'Prince' Billy nell'album Bonnie and Mariee, composto da quattro brani.

## Discografia

### Album
- 2004 - Pray Me a Shadow (autoprodotto)[4]
- 2006 - A Bundled Bundle of Bundles (autoprodotto)
- 2007 - Faces in the Rocks (Grass Roots Record)
- 2012 - Gift for the End (Whale Watch 2012)
- 2012 - Bonnie and Mariee (vinile, Spiritual Pajamas, 2012) con Bonnie Prince Billy

### Singoli
- 2007 - Two Tongues at One Time / Buried in Teeth (7") (Grass Roots Record 2007)